# 达特穆尔
达特穆尔是（Dartmoor）英格兰德文郡中部穆尔兰的一个地区，面积368平方英里（953平方公里），是一个受保护的国家公园。
花岗岩高地的历史可以追溯到地质时代的石炭纪。穆尔兰被很多暴露的花岗岩山顶所覆盖，为达特穆尔的野生动物提供了栖息地。其最高点为海拔621米的高威尔海斯（High Willhays）。整个地区有丰富的古迹。
达特穆尔由达特穆尔国家公园管理局管理，其26名成员来自德文郡议会、地方议会和政府。
达特穆尔的部分地区被用来作为一个军事射击场达两百年之久。公众可以自由进入达特穆尔的其他地区，它是一个受欢迎的旅游目的地。该公园被电视节目“七大自然奇观”节目评为西南英格兰自然奇观第一名。

地圖
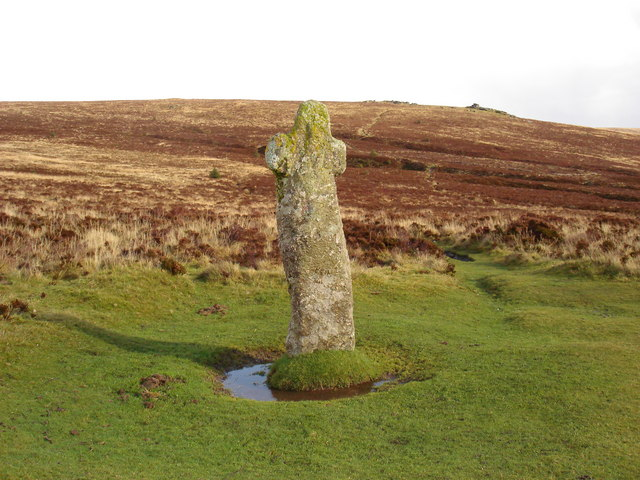
Bennett's Cross
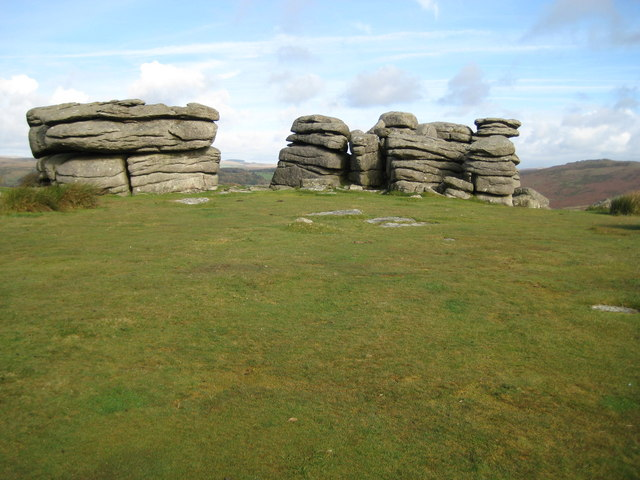
Combestone Tor
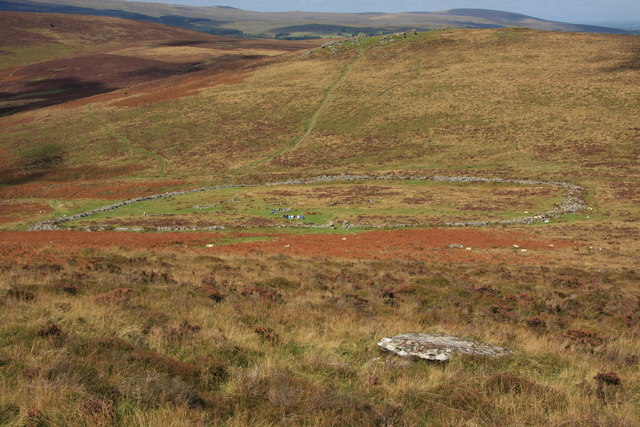
Grimspound
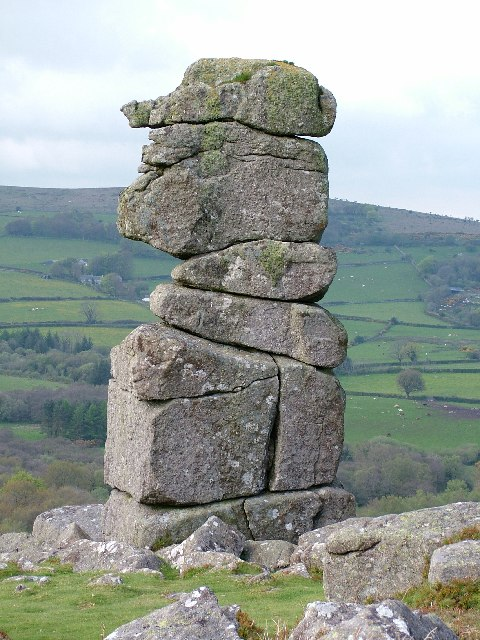
Bowerman's Nose